# Bernhard Romberg
Bernhard Heinrich Romberg (ur. 11 lub 13 listopada 1767 w Dinklage, zm. 13 sierpnia 1841 w Hamburgu) – niemiecki wiolonczelista i kompozytor.

## Życiorys
Syn fagocisty i wiolonczelisty Bernharda Antona, kuzyn Andreasa. Uczył się u ojca oraz u Andrei Luchesiego. Początkowo występował wspólnie z kuzynem. Grał m.in. w Hamburgu (1782) i Paryżu (1784–1785). Od 1790 roku był członkiem orkiestry dworskiej w Bonn, skąd w 1793 roku w obliczu inwazji francuskiej uciekł do Hamburga. W latach 1793–1795 i 1797–1799 był członkiem zespołu hamburskiego Achermannsches Komödienhaus. W 1795 roku odbył podróż do Włoch, a w 1796 roku grał w Wiedniu. W 1801 roku odwiedził Hiszpanię, następnie w latach 1801–1803 uczył gry na wiolonczeli w Konserwatorium Paryskim. Od 1805 do 1806 roku był członkiem orkiestry królewskiej w Berlinie. W kolejnych latach gościł w Rosji (1807) i Wielkiej Brytanii (1814). Od 1816 do 1819 roku pełnił funkcję nadwornego kapelmistrza w Berlinie. W kolejnych latach dużo koncertował. W 1816, 1822 i 1824 roku grał w Warszawie. Po 1831 roku osiadł w Hamburgu, poświęcając się głównie pracy pedagogicznej.
Skomponował m.in. opery Die wiedergefunfene Stunde (ok. 1792, nie wystawiona), Don Mendoza (wyst. Paryż 1802), Ulisse und Circe (wyst. Berlin 1807), Rittertreue (wyst. Berlin 1817) i Alma (wyst. Kopenhaga 1824), operetkę Der Schiffbruch (1791, nie wystawiona), balet Daphne und Agathokles (wyst. Berlin 1818), 5 symfonii, Symphonie burlesque na instrumenty dziecięce i orkiestrę, 2 uwertury, 10 koncertów wiolonczelowych, Concertino na 2 rogi i orkiestrę, Koncert podwójny na skrzypce, wiolonczelę i orkiestrę, 11 kwartetów smyczkowych. Opublikował podręcznik gry na wiolonczeli Méthode de violoncelle (wyd. Berlin 1840).